# Clohars-Fouesnant
Clohars-Fouesnant település Franciaországban, Finistère megyében. Lakosainak száma 2152 fő (2022. január 1.). Clohars-Fouesnant Pleuven, Bénodet és Gouesnac’h községekkel határos.

## Népesség
A település népességének változása:
| Lakosok száma | 586  | 1073 | 1279 | 2062 | 2123 | 2043 | 2055 | 2080 | 2113 | 2152 |
|               | 1968 | 1982 | 1990 | 2006 | 2013 | 2015 | 2017 | 2019 | 2020 | 2022 |